# Кубанский, Ефим Семёнович
Ефим Семёнович Кубанский (первоначальная фамилия Лысый; 7 сентября 1910, Одесса, Российская империя — 20 июня 2007, Лос-Анджелес, Калифорния, США) — советский артист оригинального жанра, иллюзионист.

## Биография
Родился 7 сентября 1910 гофа в Одессе в семье миропольского мещанина Шлёмы Файвишовича (Файвилевича) Лысого и Рывки Лысой. Дебютировал на эстраде в 1925 году. До 1935 года выступал как сатирик, куплетист и чтец Одесской филармонии, затем освоил иллюзионный жанр, которому был верен до конца жизни. Выступал в разных регионов СССР: в селах Беларуси и Молдовы, на Донбассе и Кузбассе и др.
Участник Великой Отечественной войны. Война застала артиста в родной Одессе. Ефим Кубанский был одним из первых добровольцев — участников фронтовой эстрадно-концертной бригады, организованной по приказу Политотдела Приморской армии и Одесского обкома партии.
Работал в составе концертных фронтовых бригад, в том числе в осаждённой Одессе, покинул Одессу с последним кораблем, в Севастополе. На лидере-эсминце «Ташкент» уходил с концертной фронтовой бригадой. Выступал и во время битвы за Кавказ (1942—1943). Часто показывал номера под обстрелом, в наспех вырытых окопах. В них нельзя было выпрямиться в полный рост, и артист показывал фокусы, стоя на коленях. Награждён медалями «За боевые заслуги» и «За оборону Кавказа».
Имел боевые ранения. Удостоен шести наград СССР. Член КПСС с 1949 года. После победы Ефим Кубанский много ездил по городам и селам Украины, выступал на кораблях и в концертных залах.
В 1980 году вместе с семьёй эмигрировал в США. Проживал в городе Лос-Анджелес (штат Калифорния). Творческую деятельность не прерывал, выступал со звездами Голливуда на открытых концертах, в Культурном центре на бульваре Олимпик.
В 1993 году городской совет официально признал супругов Кубанских «достойными и выдающимися гражданами Лос-Анджелеса». По воспоминаниям коллег, в 2000 году в преддверии 90-летия и 75-летия творческой деятельности Ефим Семёнович оставался подвижным, элегантным и жизнерадостным.

## Семья
Его жена Полина Йойновна (Паулина Иоановна) Тульчинская-Кубанская (9 декабря 1913, Одесса — ?) — артистка оригинального жанра. На эстраде с 1934 года. За самоотверженный труд в годы Великой Отечественной войны была награждена медалью.